# Ornithocephalus grex-anserinus
Ornithocephalus grex-anserinus là một loài thực vật có hoa trong họ Lan. Loài này được Dressler & Mora-Ret. mô tả khoa học đầu tiên năm 1997.